# Hänsel và Gretel
Hänsel và Grethel/Gretel là đôi nhân vật huyền thoại do anh em Grimm sáng tạo năm 1812.

## Lịch sử
Trong ấn bản Truyện cho thiếu nhi và gia đình (Kinder- und Hausmärchen) mà anh em Grimm công bố tại Đức năm 1812, đoản thiên số ATU 327A về hai anh em tìm thấy ngôi nhà bánh kẹo có nhan đề Hänsel und Grethel.
Năm 1845, biên tập viên Friedrich Wilhelm Gubitz đưa truyện này hợp tuyển Đồng thoại Đức (Deutsches Märchenbuch) với nội dung không đổi. Tuy nhiên, năm 1856, khi ông Ludwig Bechstein tiếp quản công việc này đã hiệu đính thành Hänsel und Gretel, số hiệu 1857 Nr. 8 và 1845 Nr. 11.
Vấn đề khảo dị trở nên rắc rối trong các thập niên tiếp theo, khi bản truyện sau được dịch sang nhiều ngôn ngữ khác. Từ đó tới nay, phiên bản Ludwig Bechstein trở nên phổ biến hơn cả bởi có tình tiết phong phú hơn so với nguyên bản.

## Nội dung
1. Hänsel và Grethel / Chính truyện (Grimm, bản 1812 và 1819)
- Chú bé Hänsel (Johannes) và cô bé Grethel (Margarete) là con bác tiều phu nghèo. Một năm đói kém, cha mẹ đều chết, hai anh em phải vào rừng kiếm ăn độ nhật.
- Lần đầu, Hänsel và Grethel rải đá cuội nên về được. Nhưng lần sau, hai đứa rắc vụn bánh mì làm dấu thì bồ câu ăn hết, thế là lạc đường.
- Hänsel và Grethel đi suốt ba hôm trong rừng, rồi bỗng thấy một ngôi nhà lợp toàn bằng bánh mì, bánh bông lan và kẹo mật. Cả hai bèn dỡ nhà ra ăn cho đỡ đói.
- Vừa lúc ấy chủ nhà về, đó là một mụ yêu tinh. Mụ liền hú gió thổi Hänsel và Grethel tung lên trời.

2. Hänsel và Gretel / Chính truyện (Bechstein, bản 1856)
Phiên bản Ludwig Bechstein đổi nhân vật yêu tinh thành phù thủy và lược đoạn cuối của anh em Grimm.
- Cũng đúng năm đói kém, gia cảnh túng bấn quá, bà mẹ liền bắt chồng đem con bỏ rừng.
- Một con chim dẫn bọn trẻ tới nhà bánh kẹo, cả hai xơi ngấu nghiến.
- Lúc về, mụ phù thủy đon đả mời Hänsel và Gretel vào nhà. Thế rồi mụ nhốt Hänsel vào cũi và bắt Gretel hái củi róm bếp.
- Từ đó mụ phù thủy nhồi Hänsel xơi thịt mỡ ngon rồi sờ nắn coi béo chưa để nấu canh. Mỗi lần thế, Hänsel lại chìa khúc xương lợn cho mụ tưởng vẫn gầy.
- Rốt cuộc, mụ phù thủy cũng điên tiết lên, bắt Gretel róm lò chiên Hänsel.
- Gretel bảo lửa còn liu riu, chỉ có mụ phù thủy mới thổi to được. Gretel bèn mở lò để mụ chui vào coi, thình lình đóng sập cho mụ chết cháy.
- Hänsel và Gretel lấy hết bảo bối của mụ phù thủy rồi mò lối về nhà.
- Ở nhà đỡ túng hẳn, bà mẹ hối hận vì đuổi con. Vừa lúc ấy, Hänsel và Gretel đem báu vật về, gia đình trở nên sung túc.

3. Hänsel và Gretel / Phó truyện (Grimm-Bechstein, bản 1819-40-56)
Phiên bản này ít được chấp nhận trong các lần tái bản sau hoặc ở các bản dịch.
- Grimm: Hänsel và Gretel trừ xong mụ phù thủy nhưng vẫn không tìm được lối về. Có con thiên nga (weißen Vogel) từng xơi vụn bánh mì liền đưa hai đứa về nhà.
- Bechstein: Cũng thời điểm Hänsel và Gretel trừ xong mụ phù thủy mà vẫn lạc đường. Khi tới một mương rất trũng, có con vịt (ente) bơi qua bèn cõng cả hai về nhà. Sau đó đàn bồ câu xơi vụn bánh đem chuỗi trân châu tới trả ơn.

## Thi pháp

### Khởi nguyên

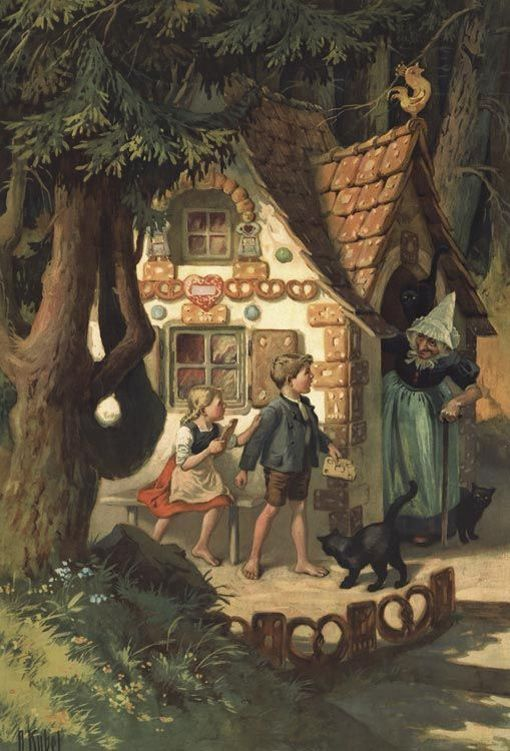
Otto Kubel (1868 – 1951)

Trong thủ bản năm 1810, tác giả Wilhelm Grimm có dòng phụ chú "Theo những tạp truyện Hessen" (Nach verschiedenen Erzählungen aus Hessen). Vì thế, cho tới nay, nguồn gốc cốt truyện Hänsel và Grethel là vấn đề vẫn gây tranh cãi trong học giới Âu châu.
Tuy nhiên, dù thế nào, ấn bản Hänsel và Grethel vẫn chi tiết hơn so với thủ bản. Riêng câu cuối "Hỡi gió, hay cuốn bọn trẻ lên trời !" (der Wind, der Wind, das himmlische Kind) được tác giả Wilhelm Grimm tiết lộ rằng, ông bổ sung trong lần tái bản 1819 theo đề nghị của phu nhân Henriette Dorothea Wild, người mà sẽ cưới Wilhelm Grimm vào năm 1825. Ngoài ra, đặc điểm nhân vật mụ yêu tinh do ông chép lại truyện Jorinde và Joringel.
Học giới cũng nhận định, chỉ có nguyên bản Hänsel và Grethel mới thể hiện rõ nguyên lý đối lập: Chính tà, nhà cha mẹ và nhà yêu tinh, không gian trong nhà và ngoài trời, sự đói và vỗ béo, chia ly và đoàn tụ. Đồng thời, hai trẻ phải lội qua mặt nước mới về được nhà, đó là hình ảnh ẩn dụ sông Stýks hoặc Phúc Âm Mátthêu.

### Ý nghĩa
Theo ông Hedwig von Beit, nhân vật mụ yêu tinh hoặc phù thủy đi nhặt bánh kẹo khắp nhân gian đặng làm nhà là biểu hiện cho nguyên mẫu Mẹ Nguyên Thủy trong tâm lý học Carl Gustav Jung, trường hợp cụ thể được mô tả trong truyện là những mộng tưởng trẻ con về mái ấm gia đình, tức là xu hướng tự kỷ ám thị ở lứa thanh thiếu niên. Còn theo nhà nhân chủng học Rudolf Meyer, hình ảnh "bồ câu" và "cơn gió" tượng trưng cho linh hồn đi vào xác phàm. Mà như vậy, "bồ câu" và "cơn gió" có vai trò trực giác, hay những cảm thức đơn sơ thiện lành nhất.
Còn theo ông Bruno Bettelheim, ngay từ vô thức, trẻ con đã sợ bị cha mẹ bỏ rơi hoặc không chịu được cái đói, cho nên mới có hình ảnh hai anh em rải đá hoặc rắc vụn bánh đánh dấu lối về. Ngôi nhà lợp bánh kẹo tượng trưng cơ thể người mẹ nuôi con tự thuở lọt lòng, ban đầu nó là tổ ấm cho trẻ nguồn dinh dưỡng cần thiết vào đời, nhưng lâu dần dễ khiến trẻ ỷ lại không dám phát triển hơn lên, bởi nguồn dinh dưỡng đó không hề vô hạn. Cho nên, trẻ con phải tập thói quen thoát dần lệ thuộc nguồn dinh dưỡng từ mẹ, hay nói cách khác, đó là quá trình trưởng thành về nhận thức trong đời người. Vì vậy, chặng đường về của Hänsel và Gretel là sự trui rèn ý thức tin tưởng bản ngã và biết dựa vào nhau để sinh tồn. Lòng khát khao về nhà tới cháy bỏng được dòng nước thanh lọc, mà hình ảnh con thiên nga hoặc vịt là ẩn dụ cho cỗ xe của thần Apollon lúc chiều tà.
Các phiên bản Hänsel và Gretel cũng không đề xuất phẩm chất thật của nhân vật mụ yêu tinh hoặc phù thủy rằng lành hay dữ. Bởi chưng, đây chỉ là ngầm ẩn cho trạng thái trầm cảm do nỗi sợ vấy tội và rối loạn ẩm thực rất phổ biến ở thanh thiếu niên. Theo chuyên gia tâm thần học Wolfdietrich Siegmund, người có triệu chứng tâm thần phân liệt thường đinh ninh rằng có phù thủy độc ác nào đang tìm cách hãm hại mình. Cho nên về căn bản, tác phẩm này nêu ra các hình tượng hoàn toàn trung dung.

## Liên kết
1. ↑  Uther: Handbuch zu den Kinder- und Hausmärchen der Brüder Grimm. 2008, S. 33.
2. ↑  Uther: Handbuch zu den Kinder- und Hausmärchen der Brüder Grimm. 2008, S. 34.
3. ↑  Hedwig von Beit: Symbolik des Märchens. 1952, S. 133–135.
4. ↑  Rudolf Meyer: Die Weisheit der deutschen Volksmärchen. Urachhaus, Stuttgart 1963, S. 91–95.
5. ↑  Bruno Bettelheim: Kinder brauchen Märchen. 31. Auflage 2012. dtv, München 1980, ISBN 978-3-423-35028-0, S. 183–191.
6. ↑  Friedel Lenz: Bildsprache der Märchen. 8. Auflage. Verlag Freies Geistesleben und Urachhaus, Stuttgart 1997, ISBN 3-87838-148-4, S. 55–65.
7. ↑  Ortrud Stumpfe: Die Symbolsprache der Märchen. 7., verbesserte und erweiterte Auflage. Aschendorffsche Verlagsbuchhandlung, Münster 1992, ISBN 3-402-03474-3, S. 211.
8. ↑  Frederik Hetmann: Traumgesicht und Zauberspur. Märchenforschung, Märchenkunde, Märchendiskussion. Mit Beiträgen von Marie-Louise von Franz, Sigrid Früh und Wolfdietrich Siegmund. Fischer, Frankfurt am Main 1982, ISBN 3-596-22850-6, S. 123.
9. ↑  Wie herrscht Angst? In: Die Zeit, 10. Januar 2019, Nr. 3, S. 40.

### Tư liệu
- Goethezeitportal: Text nach Grimm und Bechstein mit zahlreichen Bildern
- Märchenlexikon.de zu Die Kinder bei der Hexe AaTh 327
- Märchenatlas.de zu Hänsel und Gretel
- Childstories.org: Illustrations and vietnamese version
- Heinrich Tischner zu Hänsel und Gretel Lưu trữ ngày 25 tháng 5 năm 2021 tại Wayback Machine
- Interpretation von Daniela Tax zu Hänsel und Gretel
- Märchenapfel.de zu Hänsel und Gretel (Internet Archive)
- SurLaLuneFairyTales.com: Märchen mit Anmerkungen (englisch)
- Illustrationen
- Hänsel und Gretel als mp3-Hörbuch auf LibriVox
- ARD-Alpha: Hänsel und Gretel erzählt von Michael Köhlmeier in der Sendung Köhlmeiers Märchen
- ZDF: Fernsehdokumentation Magie der Märchen - Hänsel und Gretel auf der Spur